# Fever (Adam Lambert-dal)
A Fever Adam Lambert amerikai énekes negyedik kislemeze első, For Your Entertainment című stúdióalbumáról. Szerzői Lady Gaga, Rob Fusari és Jeff Bhasker. 2010 szeptemberében jelent meg, csak Új-Zélandon, majd novemberben Szingapúrban is.
A dal új-zélandi rádiós játszásával Lambert Glam Nation turnéját akarták népszerűsíteni, ami 2010 utolsó negyedében ért el Ausztráliába. Lambert twitteren jelentette be, hogy együtt dolgozott Lady Gagával. „Igen, igaz: a tegnapi napot a stúdióban töltöttem az őrülten tehetséges és kreatív Lady Gagával, és egy olyan dalt vettem fel, amit ő írt. Imádom!”

## Helyezések
| Slágerlista (2010) | Legmagasabb helyezés |
| ------------------ | -------------------- |
| Új-Zéland          | 19                   |